# Fatu Hiva
Fatu Hiva is een eiland in de Stille Oceaan en maakt deel uit van de Marquesaseilanden (Frans-Polynesië). Het dichtstbijzijnde eiland is Motu Nao. Hoogste punt van het eiland is Mont Touaouoho, die 1125 meter hoog is. De bevolking leeft in drie dorpen: Hana, Vave, Omoa en Uia.
De Noors antropoloog Thor Heyerdahl woonde een jaar (1937-1938) op dit eiland, samen met zijn vrouw Liv.

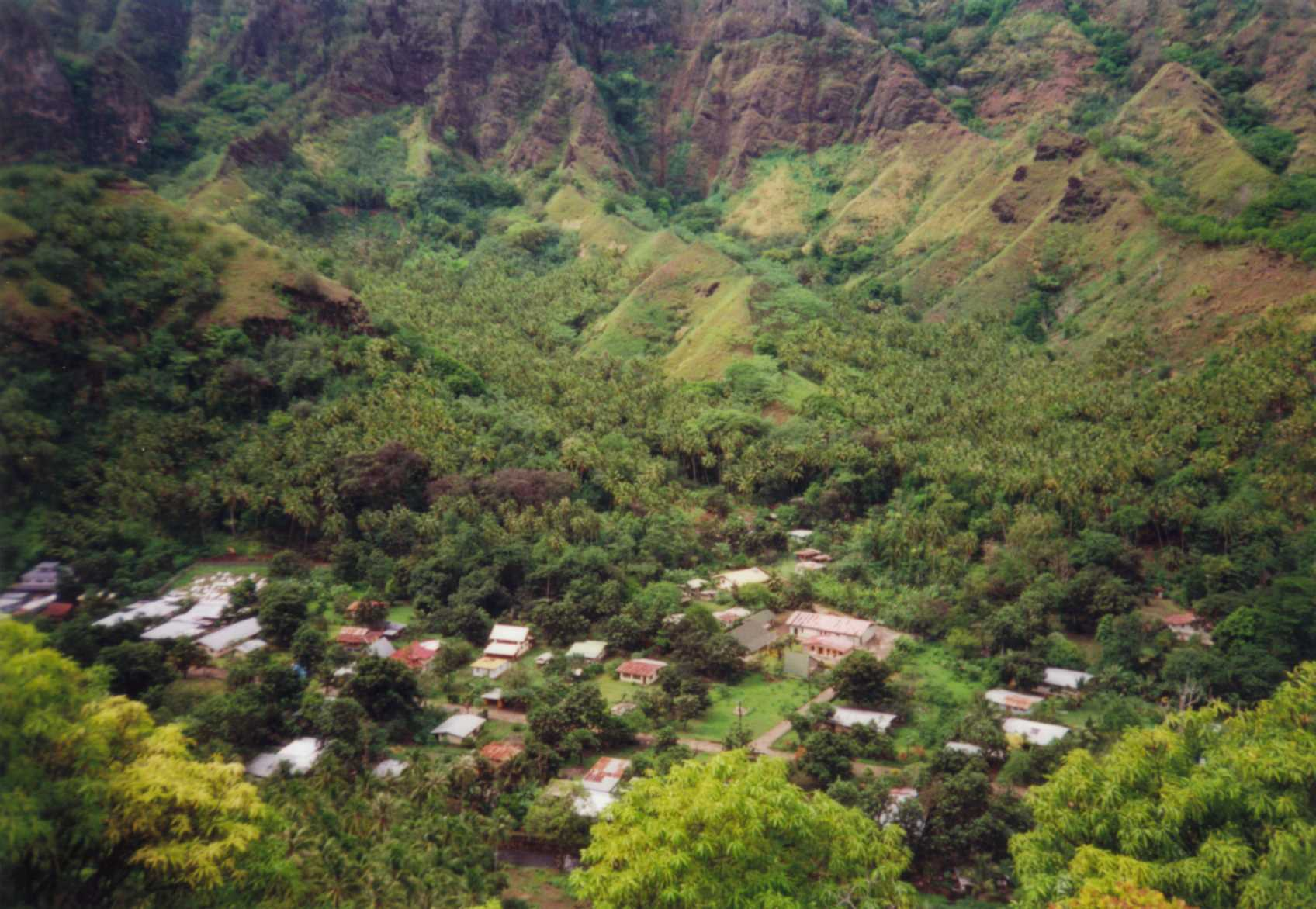
Het dorp Omoa
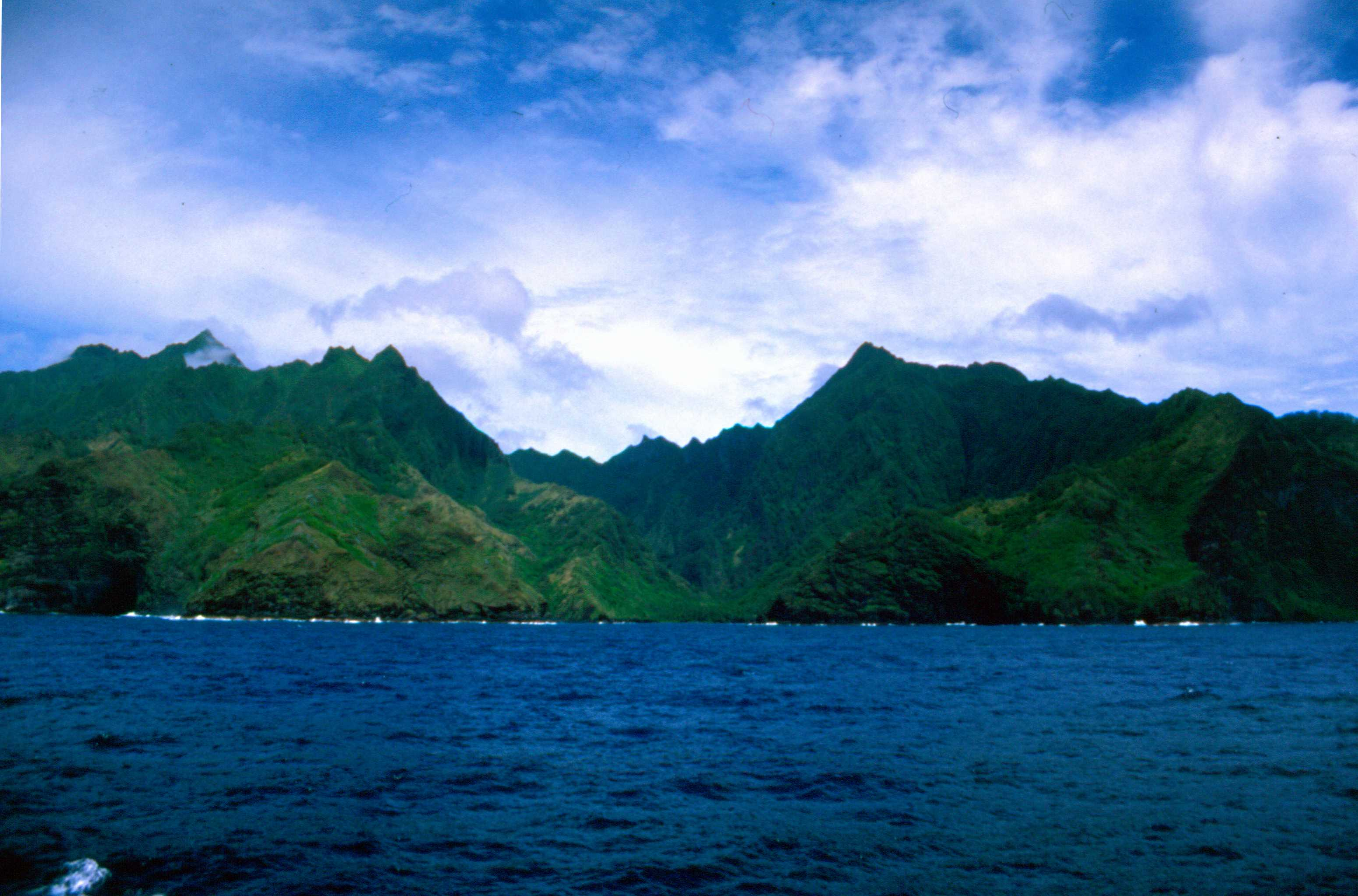
Westkust van het eiland

Noordelijke groep:
Eiao ·
Hatutu ·
Motu Iti ·
Motu One ·
Nuku Hiva ·
Ua Huka ·
Ua Pou
Zuidelijke groep:
Fatu Hiva ·
Fatu Huku ·
Hiva Oa ·
Moho Tani ·
Motu Nao ·
Tahuata